# عقب‌نشینی یخبندان هولوسن

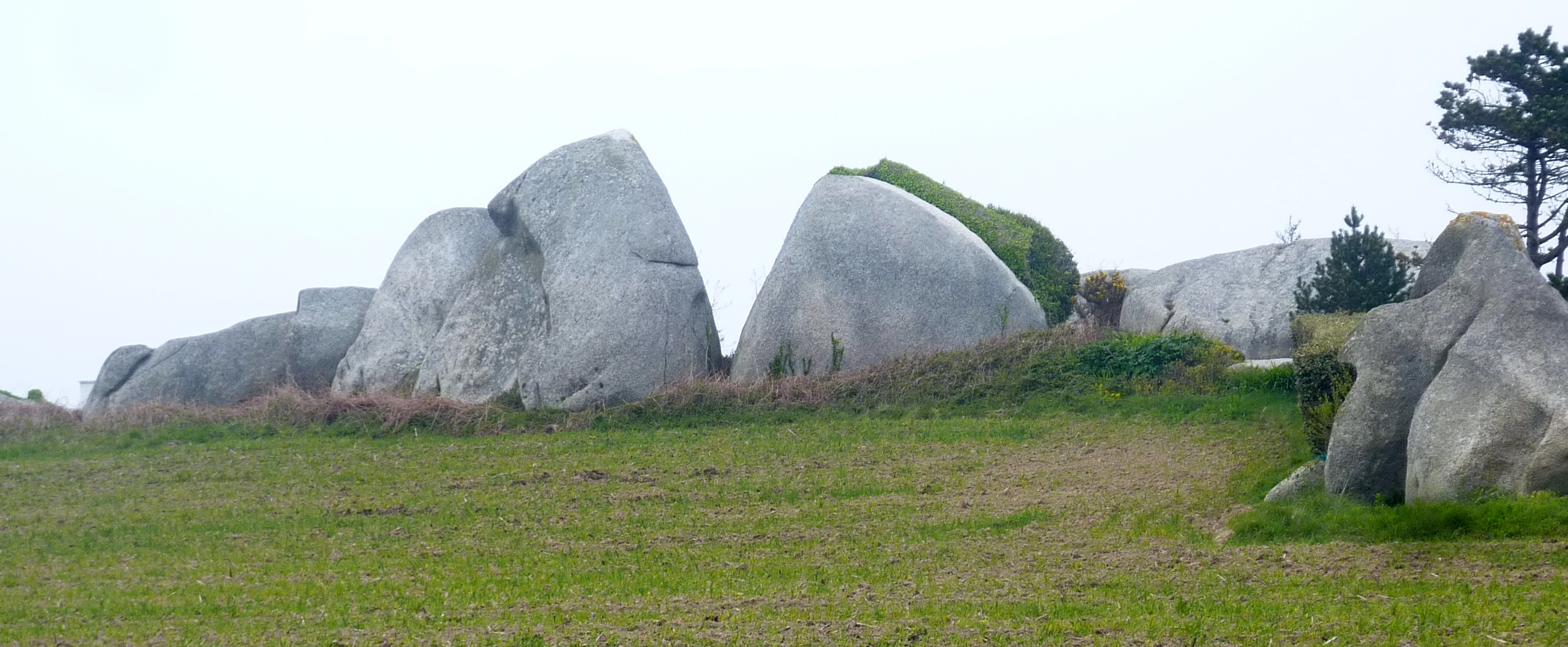
بریگنوگان: صخره‌هایی در حومه شهر (جزایر صخره‌ای سابق در جریان تجاوز فلاندریان).

عقب‌نشینی یخبندان هولوسن (به انگلیسی: Holocene glacial retreat) یک پدیده جغرافیایی است که شامل عقب‌نشینی جهانی یخچال‌ها (یخچال‌زدایی) می‌شود که قبلاً در طول آخرین بیشینه یخچالی پیشرفت کرده بودند. هولوسن، که با گرم شدن ناگهانی از ۱۱۷۰۰ سال پیش آغاز شد، منجر به ذوب سریع ورقه‌های یخی باقیمانده آمریکای شمالی و اروپا شد.
عصر هولوسن یا عصر اخیر، زمین‌شناسی فعلی است، زمانی که یخچال‌های طبیعی شروع به عقب‌نشینی کردند. این عقب‌نشینی، پایان فاز یخبندان را مشخص کرد و باعث تمایز آن از جدیدترین عصر یخ بندان شد. مشخصه این عصر، گسترش جنگل‌ها بود که همزمان با عقب‌نشینی یخ‌ها اتفاق می‌افتاد. سپس نوبت به نیاز بشر به تهیه الوار و چوب و زمین‌های کشاورزی رسید. اگر چه، ما از هولوسن به‌عنوان یک دوره گرم برای زمین یاد می‌کنیم، اما هنوز در عصر یخبندان هستیم. حضور پوشش‌های یخی قطب‌ها، بر این باور اشاره دارد. می‌توان گفت که در حال حاضر، سیاره ما در مرحله بین دو یخبندان است.